# 극장판 포켓몬스터 DP: 환영의 패왕 조로아크
《포켓몬스터 다이아몬드 & 펄 환영의 패왕 조로아크》(일본어: 幻影の覇者ゾロアーク 겐에이노하샤조로아쿠[*])는 2010년 12월 23일에 CGV와 프리머스를 통하여 개봉된 극장판 포켓몬스터 13기의 명칭이다. 조로아, 조로아크, 스이쿤, 앤테이, 라이코, 세레비 등이 등장한다.

## 개요
- 배포 포켓몬은 세레비와 색깔이 다른 스이쿤, 엔테이, 라이코로 결정되었다.
- 스토리는 조로아크가 스이쿤, 엔테이, 라이코로 변신하여 지우를 해치려고 하는 스토리로 보인다.[2]

- 전작 《아르세우스 초극의 시공으로》에서는 엔딩 후에 칠색조과 루기아가 배틀을 하는 씬으로 예고되었다.
- 예고편에는 엔테이, 라이코, 스이쿤, 세레비가 등장한다.
- 오하스타, 포켓몬스터 다이아몬드&펄에서 소개 영상이 방송되었다. 그 중에 또 한 사람의 지우가 나오는데 조로아크가 변신한 모습이다.
- 이번 작에 등장하는 5세대 포켓몬인 "조로아"와 "조로아크"가 등장함에 따라 공식 제목이 변경되었다.
- 본작의 무대 모델은 네덜란드와 벨기에이다. 시계열은 DP 171 화부터 179 화까지이다.

## 주제가
- 여는 곡: 《최고.에브리데이》
- 닫는 곡: 《아이스크림 신드롬》(일본어: アイスクリーム シンドローム)
- 대한민국:윤하 - 꿈속에서

## 스토리
20년 전, 세레비가 넘나드는 정체불명의 구멍에서 비밀의 힘을 얻어 엄청난 부와 권력을 쌓아온 나흐벨츠. 하지만 그것은 그 마을을 황폐화시키는 아주 끔찍한 어떤 폐해를 만들어버렸다. 그 후 나흐벨츠는 다시 한 번 그 힘을 손에 넣고자 조로아를 인질삼아 조로아크를 이용해 크라운시티를 혼란에 빠뜨린다. 마을의 수호신이라 불리는 전설의 포켓몬 라이코, 앤테이, 스이쿤으로 둔갑한 조로아크는 어쩔 수 없이 조로아를 구하기 위해 마을을 혼란에 빠뜨린다. 한편 조로아는 가까스로 나흐벨츠의 비행선에서 탈출하는데...큰일이다! 조로아크는 아직도 조로아가 나흐벨츠에게 붙잡혀 괴롭힘 당하는 인질로 있다고 알고 있다! 한편, 우리의 주인공인 지우와 친구들은 요즘 유행 스포츠 '포켓몬 바크'라는 경기를 구경하러 크라운 시티로 향하는데, 그들 앞에 나흐벨츠에게서 탈출한 조로아가 나타난다! 그리고 조로아는 온갖 재롱을 부리며 일행을 어안이벙벙하게 만드는데...지우와 친구들은 조로아와 함께 조로아크를 구하고 나흐벨츠의 야망을 막을 수 있을까?

## 배포

### 일본
- 일본에서는 환영의 패자 조로아크를 예매한 기간 동안 스이쿤, 앤테이, 라이코 중에서 하나를 선물하였다.

### 한국
- 한국에서는 라이코를 2010년 9월 28일부터 10월 24일까지 전국 CGV(일부관 제외)에서 배포하였다. 이후 10월 30일부터 11월 28일까지에는 엔테이를 배포하였다.
- 극장에서는 스이쿤을 12월 16일부터 2011년 1월 9일까지 한정예매한 사람들에게 배포하였다.[3]
- 영화관 내부에서는 무선통신으로 세레비를 받을 수 있었다.

## 등장 인물 · 캐스트

### 레귤러
자세한 것은 개별 기사나 포켓몬스터의 등장인물 (애니메이션)을 참조.
- 지우
  - 성우 - 마츠모토 리카/ 이선호
- 피카츄
  - 성우 - 오오타니 이쿠에
- 웅
  - 성우 - 우에다 유지/ 변영희
- 빛나
  - 성우 - 토요구치 메구미/ 정미숙
- 팽도리
  - 성우 - 코자쿠라 에츠코
- 로사
  - 성우 - 하야시바라 메구미/ 우정신
- 로이
  - 성우 - 미키 신이치로/ 김영선
- 나옹
  - 성우 - 이누야마 이누코 / 오인성

### 그외
- 크루트
  - 성우 : 츠카모토 타카시/ 신용우

- 그링스 나흐벨츠(코다이)

- 군(달건)
  - 성우 : 야마데라 코이치

- 리오카
  - 성우 : 카토 나츠키/ 김선혜

- 프루후
  - 성우 : 나카가와 쇼코/ 장경희

### 출현 포켓몬
- 조로아
  - 성우 : 마미야 쿠루미

- 조로아크
  - 성우 : 박로미

- 앤테이

- 라이코

- 스이쿤

## 같이 보기
- 포켓몬스터 (애니메이션)
- 포켓몬스터DP
- 루기아
- 칠색조